# Catedral del Sagrado Corazón (Duluth)
La Catedral del Sagrado Corazón o simplemente Iglesia del Sagrado Corazón (en inglés: Sacred Heart Cathedral) Es un edificio religioso en Duluth, Minnesota, en Estados Unidos que se enumera en el registro nacional de los E. de lugares históricos. Se clasificó primero como Catedral del Sagrado Corazón y Escuela de la Catedral en 1986, y sus límites fueron aumentados y fue retitulado en 2005.
El edificio pertenecía a la primera parroquia católica en Duluth, fue fundado por el reverendo Juan Chebul. La parroquia fue fundada en 1870 y ocupó originalmente un pequeño edificio de madera, pero se quemó en 1892. Un nuevo edificio fue comenzado en 1894 y terminado en 1896. La iglesia tenía un órgano de pipa de 1493 pipas instalado en 1898, construido por el órgano Felgemaker Company, de Erie, Pensilvania.  El órgano ha sido catalogado por la Sociedad Histórica de Órgano por su "excepcional mérito histórico, digno de preservación". 